# 葉栗郡
葉栗郡為過去位於日本愛知縣西北部的郡，已於2005年因無所屬町村而消失。
在1878年實施郡區町村編制法時的轄區包括現在的一宮市的北部地區及江南市的北部地區。

## 歷史
在令制國時代葉栗郡為位於尾張國西北部的郡，北側以木曾川與美濃國為界，但木曾川在1586年的氾濫後，其新河道改從葉栗郡之中通過，因此在1589年由豐臣秀吉指示改以新的木曾川河道作為尾張國與美濃國的分界，因而葉栗郡的北界往南退，而位於木曾川以北的區域則劃入美濃國，並以相同發音但漢字不同的「羽栗郡」為新郡名。
17世紀江戶時代後，葉栗郡的大部分區域都成為尾張藩的領地，僅少部分區域屬於尾張藩御附家老成瀨氏犬山藩和竹腰氏今尾藩的領地。；19世紀末明治維新實施廢藩置縣後，原屬各藩的區域分別改隸屬名古屋縣、今尾縣、犬山縣，在1872年的第一次府縣整併後全部區域隸屬新整併的名古屋縣，而名古屋縣在四個月後更名為愛知縣。
1878年愛知縣實施郡區町村編製法時，正式設置近代的行政區劃「葉栗郡」，並在丹羽郡小折村（位於現在的江南市）設置「丹羽葉栗郡役所」，同時管理丹羽郡和葉栗郡。

### 沿革

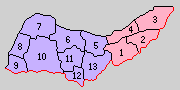
1889年葉栗郡轄下的行政區劃：1.飛保村、2.村久野村、3.小草鹿村、4.宮田村、5.瑞穗村、6.光明寺村、7.北方村、8.里小牧村、9.玉之井村、10.黑田村、11.大田島村、12.佐千原村、13.淺井村
（紫色：現屬一宮市、紅色：現屬江南市）

- 1889年10月1日：實施町村制，葉栗郡下設：飛保村（日语：飛保村）、村久野村、小草鹿村（日语：小草鹿村）、宮田村（日语：宮田町 (愛知県)）、瑞穗村（日语：瑞穂村 (愛知県葉栗郡)）、光明寺村（日语：光明寺村）、北方村（日语：北方村 (愛知県)）、里小牧村、玉之井村、黑田村（日语：木曽川町）、大田島村（日语：大田島村）、佐千原村（日语：佐千原村）、淺井村（日语：浅井町 (愛知県)）。（13村）
- 1891年4月1日：實施郡制（日语：郡制）。[4]
- 1894年12月24日：黑田村改制為黑田町（日语：木曽川町）。（1町12村）
- 1895年9月30日：小草鹿村被分割為草井村（日语：草井村）和小鹿村（日语：小鹿村 (愛知県)）。（1町13村）
- 1900年7月9日：淺井村改制為淺井町（日语：浅井町 (愛知県)）。（2町12村）
- 1906年5月10日：（2町4村）
  - 黑田町的曾根地區被併入北方村。
  - 黑田町的其餘地區與里小牧村、玉之井村合併為新設立的黑田町（日语：木曽川町）。[5]
  - 大田島村、光明寺村和佐千原村合併為葉栗村（日语：葉栗村）。
  - 飛保村和宮田村合併為新設立的宮田村（日语：宮田町 (愛知県)）。
  - 草井村、小鹿村和村久野村合併為新設立的草井村（日语：草井村）。
  - 瑞穗村和淺井町合併為新設立的淺井町（日语：浅井町 (愛知県)）。
- 1910年2月11日：黑田町更名為木曾川町（日语：木曽川町）。
- 1923年4月1日：廢除郡會和郡參事會。[6]
- 1926年7月1日：廢除郡役所，此後郡不再作為行政區劃，只作為地名的表示。[6]
- 1924年12月15日：宮田村改制為宮田町（日语：宮田町 (愛知県)）。（3町3村）
- 1940年8月1日：葉栗村被併入一宮市。（3町2村）
- 1954年6月1日：宮田町、草井村和丹羽郡古知野町（日语：古知野町）、布袋町（日语：布袋町）合併為江南市[7]，並脫離葉栗郡。（2町1村）
- 1955年1月1日：淺井町被併入一宮市。（1町1村）
- 1955年4月1日：北方村被併入一宮市。（1町）
- 2005年4月1日：木曾川町被併入一宮市[5]，同時葉栗郡因無所屬町村而消失。

### 變遷表
| 1889年10月1日 | 1889年 - 1944年             | 1889年 - 1944年            | 1889年 - 1944年              | 1945年 - 1954年              | 1955年 - 1989年              | 1989年 - 現在             | 現在                      |
| ------------- | --------------------------- | -------------------------- | ---------------------------- | ---------------------------- | ---------------------------- | ------------------------- | ------------------------- |
| 飛保村        | 飛保村                      | 1906年5月10日 合併為宮田村 | 1924年12月15日 改制為宮田町  | 1954年6月1日 合併為江南市    | 1954年6月1日 合併為江南市    | 1954年6月1日 合併為江南市 | 1954年6月1日 合併為江南市 |
| 宮田村        |                             | 1906年5月10日 合併為宮田村 | 1924年12月15日 改制為宮田町  | 1954年6月1日 合併為江南市    | 1954年6月1日 合併為江南市    | 1954年6月1日 合併為江南市 | 1954年6月1日 合併為江南市 |
| 村久野村      | 村久野村                    | 1906年5月10日 合併為草井村 | 1906年5月10日 合併為草井村   | 1954年6月1日 合併為江南市    | 1954年6月1日 合併為江南市    | 1954年6月1日 合併為江南市 | 1954年6月1日 合併為江南市 |
| 小草鹿村      | 1895年9月30日 草井村        | 1906年5月10日 合併為草井村 | 1906年5月10日 合併為草井村   | 1954年6月1日 合併為江南市    | 1954年6月1日 合併為江南市    | 1954年6月1日 合併為江南市 | 1954年6月1日 合併為江南市 |
| 小草鹿村      | 1895年9月30日 小鹿村        | 1906年5月10日 合併為草井村 | 1906年5月10日 合併為草井村   | 1954年6月1日 合併為江南市    | 1954年6月1日 合併為江南市    | 1954年6月1日 合併為江南市 | 1954年6月1日 合併為江南市 |
| 里小牧村      | 里小牧村                    | 1906年5月10日 合併為黑田町 | 1910年2月11日 更名為木曾川町 | 1910年2月11日 更名為木曾川町 | 1910年2月11日 更名為木曾川町 | 2005年4月1日 被併入一宮市 | 一宮市                    |
| 玉之井村      |                             | 1906年5月10日 合併為黑田町 | 1910年2月11日 更名為木曾川町 | 1910年2月11日 更名為木曾川町 | 1910年2月11日 更名為木曾川町 | 2005年4月1日 被併入一宮市 | 一宮市                    |
| 黑田村        | 1894年12月24日 改制為黑田町 | 1906年5月10日 合併為黑田町 | 1910年2月11日 更名為木曾川町 | 1910年2月11日 更名為木曾川町 | 1910年2月11日 更名為木曾川町 | 2005年4月1日 被併入一宮市 | 一宮市                    |
| 黑田村        | 1894年12月24日 改制為黑田町 | 1906年5月10日 併入北方村   | 北方村                       | 北方村                       | 1955年4月1日 併入一宮市      | 一宮市                    | 一宮市                    |
| 北方村        |                             |                            | 北方村                       | 北方村                       | 1955年4月1日 併入一宮市      | 一宮市                    | 一宮市                    |
| 瑞穗村        | 瑞穗村                      | 1906年5月10日 合併為淺井町 | 1906年5月10日 合併為淺井町   | 1906年5月10日 合併為淺井町   | 1955年1月1日 併入一宮市      | 一宮市                    | 一宮市                    |
| 淺井村        | 1900年7月9日 改制為淺井町   | 1906年5月10日 合併為淺井町 | 1906年5月10日 合併為淺井町   | 1906年5月10日 合併為淺井町   | 1955年1月1日 併入一宮市      | 一宮市                    | 一宮市                    |
| 光明寺村      | 光明寺村                    | 1906年5月10日 合併為葉栗村 | 1940年8月1日 併入一宮市      | 1940年8月1日 併入一宮市      | 1940年8月1日 併入一宮市      | 一宮市                    | 一宮市                    |
| 大田島村      |                             | 1906年5月10日 合併為葉栗村 | 1940年8月1日 併入一宮市      | 1940年8月1日 併入一宮市      | 1940年8月1日 併入一宮市      | 一宮市                    | 一宮市                    |
| 佐千原村      |                             | 1906年5月10日 合併為葉栗村 | 1940年8月1日 併入一宮市      | 1940年8月1日 併入一宮市      | 1940年8月1日 併入一宮市      | 一宮市                    | 一宮市                    |